# Le Morne-Vert
Le Morne-Vert là một commune thuộc tỉnh hải ngoại Martinique nước Pháp.